# Етребеф
Етребеф (фр. Estréb?uf) насеље је и општина у североисточној Француској у региону Пикардија, у департману Сома која припада префектури Абевил.
По подацима из 2011. године у општини је живело 253 становника, а густина насељености је износила 40,54 становника/km². Општина се простире на површини од 6,24 km². Налази се на средњој надморској висини од 14 метара (максималној 47 m, а минималној 2 m).

## Демографија
| 1962. | 1968. | 1975. | 1982. | 1990. | 1999. | 2011. |
| ----- | ----- | ----- | ----- | ----- | ----- | ----- |
| 272   | 277   | 225   | 232   | 196   | 229   | 253   |

График промене броја становника у току последњих година